# Критцлер, Флориан
Флориан Критцлер (род. 21 июля 1992 года) - немецкий пловец в ластах.

## Карьера
Подводным спортом занимается с 2007 года, тренируется в клубе SC DHfK Leipzig у Лутца Римана. В сборной с 2012 года.
Чемпион мира 2013 года в эстафете 4×200 м, при этом немецкая четвёрка установила рекорд мира. Вице-чемпион мира 2013 года в эстафете 4х3000 м.
Бронзовый призёр чемпионата Европы 2012 года в эстафете 4×200 м. Серебряный призёр чемпионата Европы 2014 года на дистанции 400 м с аквалангом. Бронзовый призёр чемпионата Европы 2014 года на дистанции 200 м.
В 2015 году дважды стал чемпионом мира в эстафетах.